# Eutrixopsis hova
Eutrixopsis hova är en tvåvingeart som först beskrevs av Villeneuve 1938.  Eutrixopsis hova ingår i släktet Eutrixopsis och familjen parasitflugor.
Artens utbredningsområde är Madagaskar. Inga underarter finns listade i Catalogue of Life.